# Xenidae
Famille
Les Xenidae sont une famille d'insectes strepsiptères. 

## Liste des genres
Selon Benda, Pohl, Nakase, Beutel & Straka, 2022 :
- Brasixenos Kogan & Oliveira, 1966
- Deltoxenos Benda, Pohl, Nakase, Beutel & Straka, 2022
- Eupathocera Pierce, 1908
- Leionotoxenos Pierce, 1909
- Macroxenos Schultze, 1925
- Nipponoxenos Kifune & Maeta, 1975
- Paragioxenos Ogloblin, 1923
- Paraxenos Saunders, 1872
- Pseudoxenos Saunders, 1872
- Sphecixenos Benda, Pohl, Nakase, Beutel & Straka, 2022
- Tachytixenos Pierce, 1911
- Tuberoxenos Benda, Pohl, Nakase, Beutel & Straka, 2022
- Xenos Rossi, 1794

## Publication originale
- Saunders, 1872 : « Stylopidarum, ordinem Strepsipterorum Kirbii constituentium, mihi tamen potius Coleopterorum Familiae, Rhipiphoridis Meloidisque propinquae, Monographia. » Transactions of the Entomological Society of London, vol. 20, p. 1–48 (texte intégral).